# Championnat panaméricain féminin de handball 1999
Navigation
Brésil 1997 Brésil 2000
Le 5e Championnat panaméricain féminin de handball s'est déroulé à Buenos Aires, en Argentine, du 30 mars au 3 avril 1999. 
Originellement prévue en 1998 au Groenland, la compétition est décalée en raison de l'organisation insuffisante.
La compétition est remportée par le Brésil.

## Classement final
La compétition se déroule sous la forme d'une poule unique : 
|   | Équipe    | Pts | J | G | N | P | Bp  | Bc  | Diff |
| - | --------- | --- | - | - | - | - | --- | --- | ---- |
| 1 | Brésil    | 10  | 5 | 5 | 0 | 0 | 148 | 80  | 68   |
| 2 | Cuba      | 7   | 5 | 3 | 1 | 1 | 140 | 93  | 47   |
| 3 | Argentine | 7   | 5 | 3 | 1 | 1 | 126 | 93  | 33   |
| 4 | Uruguay   | 4   | 5 | 2 | 0 | 3 | 114 | 86  | 28   |
| 5 | Groenland | 2   | 5 | 1 | 0 | 4 | 102 | 110 | -8   |
| 6 | Colombie  | 0   | 5 | 0 | 0 | 5 | 58  | 226 | -168 |

## Matchs
| 30 mars 16h00 | Uruguay            | 15 – 8 | Groenland  | CeNARD, Buenos Aires Arbitrage : Tchara, Fromento |
| 30 mars 16h00 | Jose Del Campo (6) | (7–4)  | Grødem (4) | CeNARD, Buenos Aires Arbitrage : Tchara, Fromento |

| 30 mars | Brésil | 25 – 22 | Cuba |  |

| 30 mars | Argentine | 38 – 15 | Colombie |  |

| 31 mars | Brésil | 51 – 9 | Colombie |  |
| 31 mars | (26–3) |        |          |  |

| 31 mars | Cuba  | 21 – 18 | Uruguay |  |
| 31 mars | (7–9) |         |         |  |

| 31 mars | Argentine   | 31 – 17 | Groenland        | CeNARD, Buenos Aires Arbitrage : Romero, Gonzales |
| 31 mars | Nieues (10) | (16–9)  | Jensen, Kyed (5) | CeNARD, Buenos Aires Arbitrage : Romero, Gonzales |

| 1 avril | Cuba   | 55 – 9 | Colombie |  |
| 1 avril | (26–6) |        |          |  |

| 1 avril | Brésil       | 24 – 17 | Groenland          | CeNARD, Buenos Aires Arbitrage : Tchara, Fromento |
| 1 avril | de Silva (9) | (10–10) | Hansen, Jensen (5) | CeNARD, Buenos Aires Arbitrage : Tchara, Fromento |

| 1 avril | Argentine | 22 – 21 | Uruguay |  |
| 1 avril | (11–10)   |         |         |  |

| 2 avril | Uruguay | 43 – 7 | Colombie |  |
| 2 avril | (18–3)  |        |          |  |

| 2 avril | Cuba       | 22 – 21 | Groenland  | CeNARD, Buenos Aires Arbitrage : Adenilson, Carvalho |
| 2 avril | Dùran (10) | (15–9)  | Grødem (6) | CeNARD, Buenos Aires Arbitrage : Adenilson, Carvalho |

| 2 avril | Brésil | 20 – 15 | Argentine |  |

| 3 avril | Groenland      | 39 – 18 | Colombie | CeNARD, Buenos Aires |
| 3 avril | 4 joueuses (6) | (19–8)  |          | CeNARD, Buenos Aires |

| 3 avril | Brésil | 28 – 17 | Uruguay |  |
| 3 avril | (17–8) |         |         |  |

| 3 avril | Cuba | 20 – 20 | Argentine |  |